# KBO 리그 1000안타 선수
KBO 리그에서 개인 통산 첫 1000안타를 친 선수는 해태 타이거즈의 김성한이었다. 그는 1982년 3월 29일 열린 롯데전에서 9회 투수 최옥규를 상대로 첫 안타를 기록한 후, 10시즌 만인 1991년 4월 19일 롯데전에서 9회 투수 노상수를 상대로 첫 1000안타에 도달했다.
현재 1000안타 클럽 가입 선수는 모두 80명이며, 가장 최근에 합류한 선수는 2020년 8월 4일에 나주환이 역대 99번째로 기록하였다.
| # | 선수   | 소속 팀 | 타격 | 날짜         | 구장 | 상대 팀 | 상대 투수 | 경기수 | 시즌 수 | 달성 당시 나이  | 주석 및 기타 |
| - | ------ | ------- | ---- | ------------ | ---- | ------- | --------- | ------ | ------- | --------------- | ------------ |
| 1 | 김성한 | 해태    |      | 1991. 04. 19 | 사직 | 롯데    | 노상수    | 886    | 10      | 32세 11개월 1일 | 2루타        |

.

## 같이 보기
- 한국 프로 야구 안타 관련 기록